# 尼古拉·巴尔托利尼
尼古拉·巴尔托利尼（義大利語：Nicola Bartolini，1996年2月7日—），意大利男子竞技体操运动员，2021年世界竞技体操锦标赛男子自由体操金牌得主、2022年地中海运动会男子自由体操金牌得主、男子团体全能和男子跳马银牌得主。